# Leibnitz (Áustria)
Leibnitz é uma cidade da Áustria, situada no distrito de Leibnitz, na estado da Estíria. Tem 23,53 km² de área e sua população em 2019 foi estimada em 12.374 habitantes.